# Текленбург (графство)
Графство Текленбург (нем. Grafschaft Tecklenburg) — одно из государств в составе Священной Римской империи.

## История

Графство Текленбург в 1250 году

Графство Текленбург в 1540 году

Первый граф, о котором имеются документальные сведения — Экберт (ум. 4 февраля 1146/1150). Его происхождение не выяснено. Возможно, он был родственником герцогов Лотарингии.
С 1147/1155 по 1173 год графы Текленбурга были фогтами епископства Мюнстер и в 1182—1236 годах — фогтами епископства Оснабрюк. В 1189 году граф Симон I приобрёл Иббенбюрен.
Род графов Текленбурга пресёкся в 1264—1265 годах. Их владения перешли к графу Бентхейма Оттону II, женатому на Хейлвиг — наследнице графства. Эта линия пресеклась в 1328 году.
В 1328—1557 годах графство Текленбург принадлежало графам из Шверинской династии. В 1365 году они присоединили Реду, но в 1400 году передали епископству Мюнстер приходы Клоппенбург, Фризойте и Бефергерн.
Граф Конрад фон Текленбург-Шверин провёл в своих владениях реформацию и присоединился к Шмалькальденскому союзу. После его поражения (1546) был вынужден отдать императору Карлу V Линген, Иббенбюрен, Брохтербек, Реке и Меттинген.
В 1557 году Текленбург унаследовала Анна — дочь Конрада, жена Эбервина III фон Бентхейм-Штайнфурта. Она умерла 24 августа 1582 года, оставив свои владения сыну — Арнольду II (IV) цу Бентхейм-Текленбург.
По решениям имперского суда от 1686, 1696 и 1699 годов 3/4 графства Бентхейм-Текленбург, включая город Текленбург, отошло представителям рода Сольмс. В 1707 году Вильгельм Мориц фон Зольмс-Браунфельс продал Текленбург Пруссии.